# Delomys dorsalis
El ratón estriado (Delomys dorsalis) es una especie de roedor del género Delomys de la familia Cricetidae. Habita en selvas serranas del nordeste del Cono Sur de Sudamérica.

## Taxonomía
Esta especie fue descrita originalmente en el año 1872 por el zoólogo Reinhold Hensel.

## Distribución geográfica
Se encuentra en selvas serranas del nordeste de la Argentina y el sudeste del Brasil, especialmente en las zonas correspondientes al distrito planaltense o selva con araucarias, en las que domina el dosel el pino Paraná (Araucaria angustifolia). Dado que este ecosistema ha sufrido durante el siglo XX un indiscriminado desmonte, quedando solo pequeños remanentes insularizados, arrastra su amenaza a la de sus particulares habitantes.

## Conservación
Según la organización internacional dedicada a la conservación de los recursos naturales Unión Internacional para la Conservación de la Naturaleza (IUCN), al no poseer mayores peligros y vivir en muchas áreas protegidas, la clasificó como una especie bajo “preocupación menor” en su obra: Lista Roja de Especies Amenazadas.